# Ordförandeskap inom Europeiska unionen

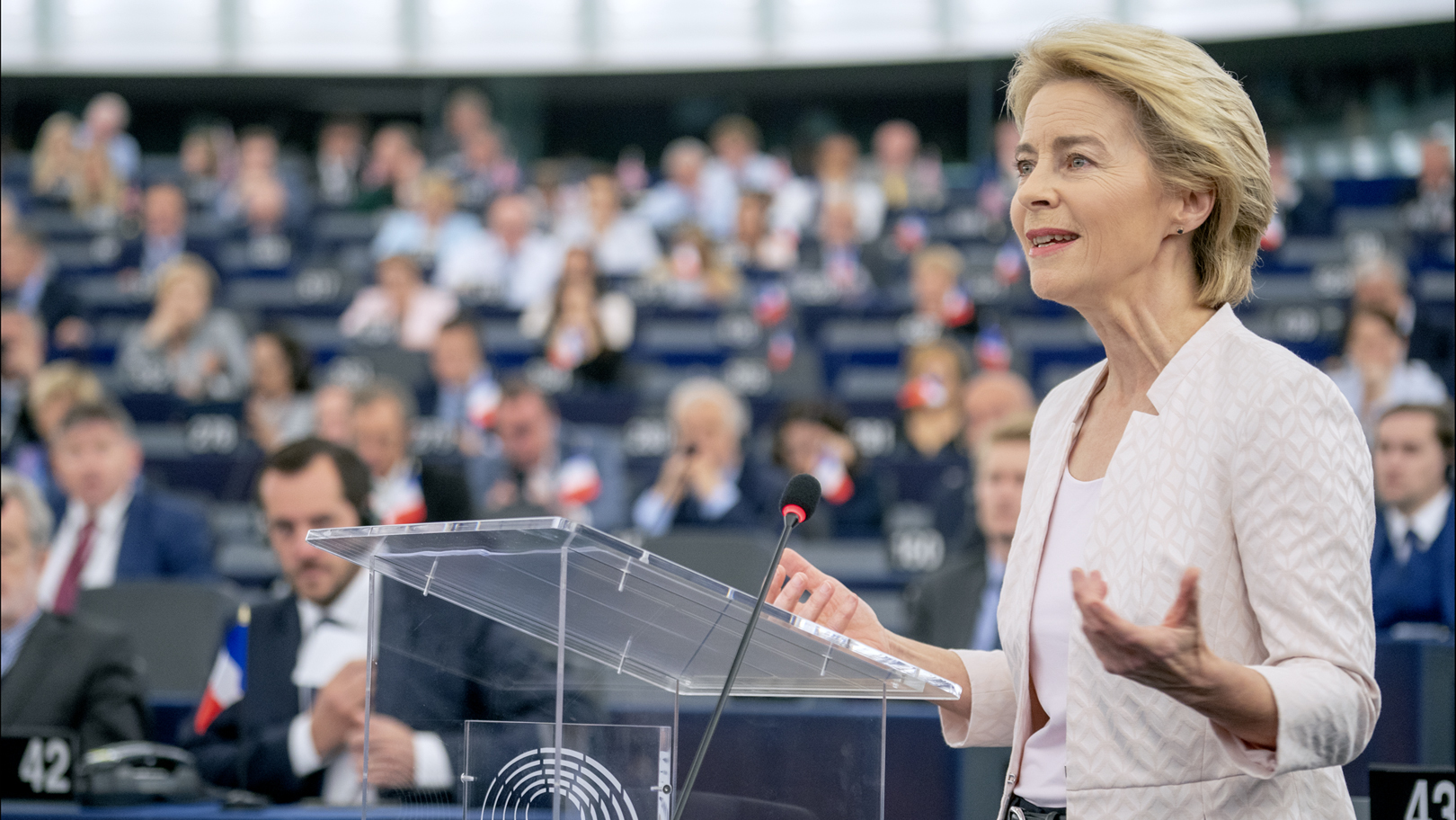
Ursula von der Leyen (EPP) är Europeiska kommissionens ordförande.

Ordförandeskap inom Europeiska unionen innefattar Europaparlamentets talman, Europeiska rådets ordförande, ordförandeskapet i Europeiska unionens råd, Europeiska kommissionens ordförande och Europeiska centralbankens ordförande. Därutöver leds även EU-domstolen och Europeiska revisionsrätten av var sin ordförande. Den höga representanten för utrikes frågor och säkerhetspolitik är ordförande i rådet för utrikes frågor.
Varje ordförande ansvarar för att leda arbetet framåt och representera sin institution utåt. Utnämningsförfarandet och mandatperioden för de olika ordförandena varierar liksom deras befogenheter och funktioner inom respektive institution.
Europaparlamentet, Europeiska rådet samt domstolen och revisionsrätten väljer själva sina egna ordförande för en period som motsvarar halva mandatperioden för respektive institution. Europeiska rådets ordförande kan väljas om en gång, medan övriga kan väljas om ett obegränsat antal gånger. Kommissionsordföranden och den höga representanten utses båda för en period av fem år, som kan förnyas. Centralbankens ordförande utses för en period av åtta år, som inte kan förnyas. Utnämningsförfarandena innefattar medverkan från Europaparlamentet, Europeiska rådet och Europeiska unionens råd. Ordförandeskapet i Europeiska unionens råd roterar var sjätte månad mellan medlemsstaterna på lika villkor, så att alla medlemsstater innehar ordförandeskapet lika ofta.